# Bahnstrecke Rottershausen–Stadtlauringen
| Kursbuchstrecke: | 419d (1946)          |                              |                              |
| Streckenlänge: | 16,9 km              |                              |                              |
| Spurweite: | 1435 mm (Normalspur) |                              |                              |
| |                      |                              |                              |
| \| \| \| von Schweinfurt \| \| \| \| 0,0 \| Rottershausen \| Rottershausen \| \| \| 0,7 \| Rottershäuser Tunnel (400 m) \| Rottershäuser Tunnel (400 m) \| \| \| 2,2 \| Abzw Rannungen \| Abzw Rannungen \| \| \| \| nach Meiningen \| \| \| \| 2,4 \| Rannungen \| Rannungen \| \| \| 7,0 \| Poppenlauer \| Poppenlauer \| \| \| 10,0 \| Maßbach \| Maßbach \| \| \| 14,3 \| Rothhausen \| Rothhausen \| \| \| 16,9 \| Stadtlauringen \| Stadtlauringen \| |                      |                              |                              |
| Strecke |                      | von Schweinfurt              | von Schweinfurt              |
| ehemaliger Bahnhof | 0,0                  | Rottershausen                | Rottershausen                |
| Tunnel | 0,7                  | Rottershäuser Tunnel (400 m) | Rottershäuser Tunnel (400 m) |
| ehemalige Blockstelle | 2,2                  | Abzw Rannungen               | Abzw Rannungen               |
| Abzweig ehemals geradeaus und nach links |                      | nach Meiningen               | nach Meiningen               |
| Haltepunkt / Haltestelle (Strecke außer Betrieb) | 2,4                  | Rannungen                    | Rannungen                    |
| Bahnhof (Strecke außer Betrieb) | 7,0                  | Poppenlauer                  | Poppenlauer                  |
| Bahnhof (Strecke außer Betrieb) | 10,0                 | Maßbach                      | Maßbach                      |
| Bahnhof (Strecke außer Betrieb) | 14,3                 | Rothhausen                   | Rothhausen                   |
| Kopfbahnhof Streckenende (Strecke außer Betrieb) | 16,9                 | Stadtlauringen               | Stadtlauringen               |

Die Bahnstrecke Rottershausen–Stadtlauringen war eine Nebenbahn in Bayern. Sie verband den Markt Stadtlauringen im unterfränkischen Landkreis Schweinfurt mit der Hauptbahn Schweinfurt–Meiningen.

## Geschichte
Die 17 Kilometer lange, normalspurige „Lauertalbahn“ wurde am 6. August 1900 durch die Bayerische Staatsbahn eröffnet. Sie begann im Bahnhof Rottershausen und folgte noch zwei Kilometer in nördlicher Richtung der Hauptbahn, mit der sie auch den 400 m langen Rottershäuser Tunnel durchfuhr. Erst an der Abzweigstelle Rannungen, wo im Zweiten Weltkrieg eine Anschlussbahn zur Munitionsanstalt bei der Waldsiedlung Rottershausen abzweigte, bekam sie eine eigene Trasse; sie überquerte einen Höhenzug, bis sie bei Poppenlauer das Lauertal erreichte, dem sie aufwärts im Vorland der Haßberge folgte.
Am Endpunkt der Strecke in Stadtlauringen befand sich ein einständiger Lokschuppen mit Wasserhaus als Außenstelle des Bahnbetriebswerkes Schweinfurt.

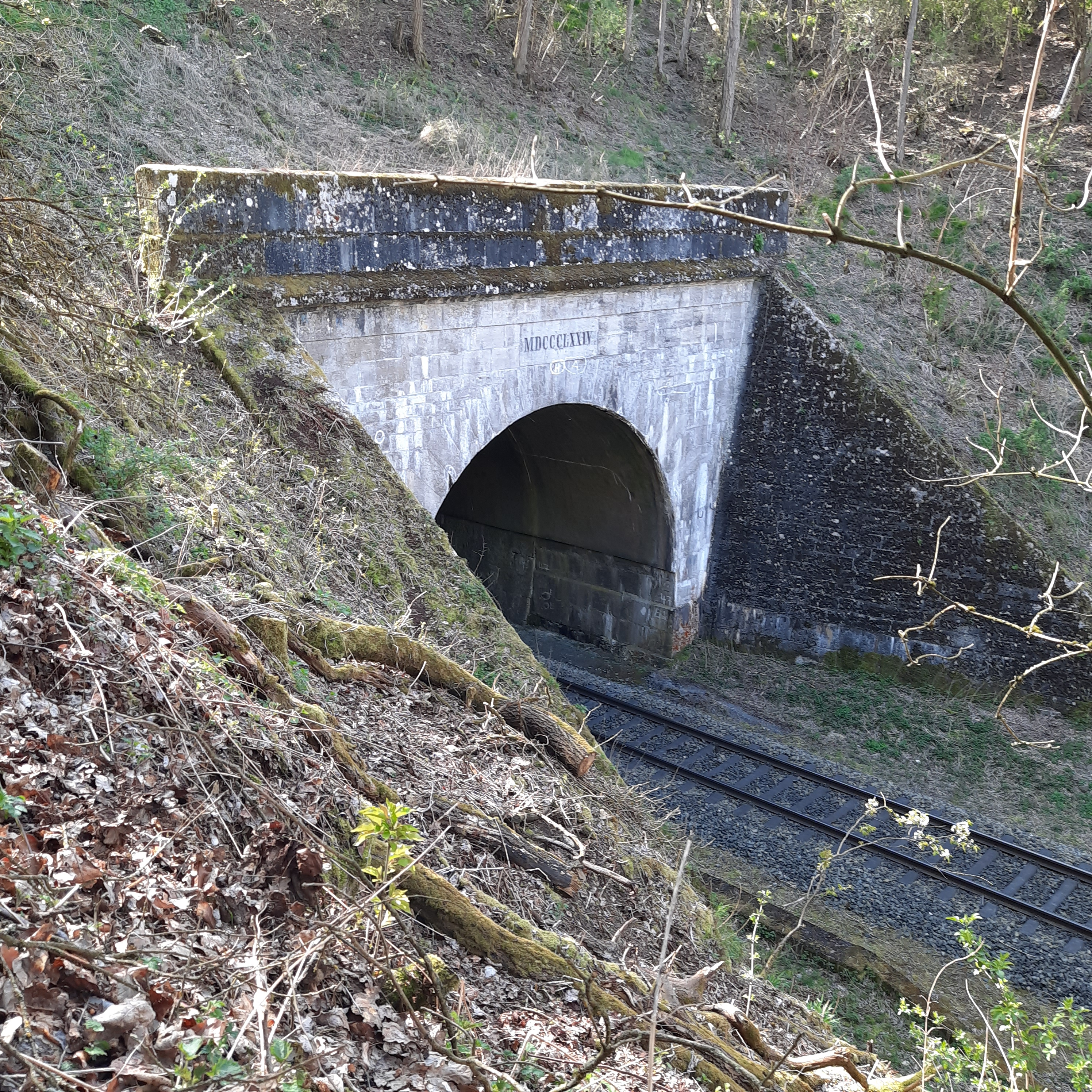
Tunnel nahe Rannungen (Jahreszahl 1874)

Der Personenverkehr war stets schwach und beschränkte sich über Jahrzehnte auf drei Zugpaare am Tag. Nachdem bereits ab 1958 an Sonntagen eine Bahnbuslinie die Bedienung übernommen hatte, wurde der Personenverkehr auf der Schiene mit Ende des Sommerfahrplans 1959, am 4. Oktober 1959, auch werktags eingestellt. Dessen frühes Ende ist vor allem auf die schon vor der Eröffnung jahrelang umstrittene Streckenführung zurückzuführen, die nicht dem Verkehrsbedürfnis entsprach. Denn das Ziel der meisten Reisenden war die Stadt Schweinfurt, die seit 1948/49 mit Omnibussen auf kürzerem Weg erreichbar war.
Auch der Güterverkehr endete am 1. April 1960. Die Strecke, auf der stets nur Dampflokomotiven zum Einsatz gekommen waren, wurde im folgenden Winter abgebaut.